# Восточный Карстенс
Восточный Карстенс — гора в массиве Пунчак-Джая, хребта Судирман, на острове Новая Гвинея, провинция Папуа, Индонезия. Входит в состав национального парка Лоренц.

## География
Гора расположена в трёх километрах к востоку от горы Пунчак-Джая. Восточный Карстенс был полностью покрыт ледником Карстенс, но после таяния ледника, гора постепенно очистилась от снега.

## История
Нидерландская экспедиция в 1936 году измерила высоту горы над уровнем моря, определив высоту в 5010 м. Австралийская экспедиция в 1971—1973 годах определила новую высоту — 4810 м. В 2000-х годах была установлена высота в около 4880 м. Последние измерения установили окончательную высоту в 4820 м.